# المجمع المغلق 1691
المجمع المغلق 1691 هو المجمع الموكول بانتخاب بابا الكنيسة الكاثوليكية الجديد بعد استقالة البابا. انعقد مجمع الكرادلة لانتخاب البابا الجديد بدءًا من
12 فبراير 1691 وانتهى في 12 يوليو 1691. انتُخبَ إينوسنت الثاني عشر ليكون البابا الجديد للكنيسة.
عُقدَ المجمع في إيطاليا .